# Ромени, Оле
Оле Леннард тер Хар Ромени (нидерл. Ole Lennard ter Haar Romeny; род. 20 июня 2000, Неймеген, Нидерланды) — индонезийский и нидерландский футболист, нападающий английского клуба «Оксфорд Юнайтед» и сборной Индонезии.

## Клубная карьера
Ромени — воспитанник клубов ДВОЛ и НЕК. В академию последних он перешёл в одиннадцать лет. Зимой 2018 года был включён в заявку основной команды на тренировочный сбор в испанской Эстепоне. При тренере Пепе Лейндерсе стал регулярно привлекаться к матчам основного состава. 19 января 2018 года в матче против «Алмере Сити» он дебютировал в составе клуба. В том же матче, Ромени был удалён с поля арбитром Кевином Блумом. Таким образом он стал самым молодым игроком в истории Эрстедивизи который был удалён в дебютном матче. Позже, НЕК обжаловал решение арбитра и красная карточка была отменена.
30 сентября 2020 года Ромени был до конца сезона арендован клубом «Виллем II». 27 января 2022 года подписал контракт на 1,5 года с клубом «Эммен».
В январе 2025 года перешёл в английский «Оксфорд Юнайтед», подписав долгосрочный контракт. 25 января дебютировал в Чемпионшипе в гостевом матче против «Сток Сити», выйдя на замену вместо Уилла Волкса на 79-й минуте.

## Карьера в сборной
Выступал на национальные сборные Нидерландов до 15 и до 18 лет.